# کافه خدمتکار
کافه خدمتکار (به ژاپنی: メイド喫茶)، زیرمجموعه‌ای از رستوران‌های کازپلی هستند که عمدتاً در ژاپن یافت می‌شوند. در این کافه‌ها، پیشخدمت‌هایی که لباس خدمتکار می‌پوشند، به‌عنوان خدمتکار عمل می‌کنند و با مشتریان به‌عنوان ارباب (و معشوقه) رفتار می‌کنند که گویی در خانه‌ای شخصی هستند، نه به عنوان مشتریان کافه.